# Sophie Littlefield
Pour les articles homonymes, voir Littlefield.
Sophie Littlefield, née dans le Missouri aux États-Unis, est une femme de lettres américaine, auteure de roman policier et de littérature d'enfance et de jeunesse.

## Biographie
En 2009, elle publie son premier roman, A Bad Day for Sorry et est lauréate du prix Anthony 2010 du meilleur premier roman.

## Œuvre

### Romans

#### SérieStella Hardesty
- A Bad Day for Sorry (2009)
- A Bad Day for Pretty (2010)
- A Bad Day for Scandal (2011)
- A Bad Day for Mercy (2012)
- A Bad Day for Romance (2013)

#### SérieBanished
- Banished (2010)
- Unforsaken (2011)

#### SérieAftertime
- Aftertime (2011)
- Rebirth (2011)
- Horizon (2012)
- Survivors (2011)

#### SérieJoe Bashir
- Blood Bond (2012)
- Shattered Bond (2013)

#### Autres romans
- Hanging by a Thread (2012)
- Garden of Stones (2013)
- House of Glass (2014)
- The Missing Place (2014)
- The Moon Pool (2014)
- Infected (2015)
- The Guilty One (2015)

## Prix et distinctions

### Prix
- Prix Anthony 2010 du meilleur premier roman pour A Bad Day for Sorry[1]

### Nomination
- Prix Edgar-Allan-Poe 2010 du meilleur premier roman pour A Bad Day for Sorry[2]